# Гордійчук Андрій Миколайович
Гордійчук Андрій Миколайович (нар. 8 грудня 1955, с. Радянське на Рівненщині — 15 серпня 2018, Луцьк) — український науковець, декан факультету культури і мистецтв Східноєвропейського національного університету імені Лесі Українки, професор, кандидат педагогічних наук.

## Походження та навчання
Андрій Гордійчук народився 8 грудня 1955 р. у с. Радянське Млинівського району Рівненської області.
Закінчив Луцьке педагогічне училище у 1975 році. Потім навчався на музично-педагогічному факультеті Рівненського педагогічного інституту імені Д. З. Мануїльського, який закінчив у 1979) році.

## Трудова діяльність
Музично-педагогічну та творчу діяльність Андрій Гордійчук розпочав у 1979 р. в Луцькому педагогічному інституті імені Лесі Українки викладачем музично-теоретичних дисциплін.
З 1979 р. до 1986 р. працював керівником духового оркестру педагогічного інституту.
У 1995 році Андрій Гордійчук створив чоловічий вокальний квартет «Акорд» із студентів інституту мистецтв ВДУ імені Лесі Українки. Нині в репертуарі колективу понад 200 творів народної, української та зарубіжної музики.
Працював на посаді професора кафедри історії, теорії мистецтв та виконавства, а пізніше — декана факультету мистецтв Східноєвропейського національного університету імені Лесі Українки.

## Наукова діяльність
У 1990 р. Андрій Гордійчук захистив кандидатську дисертацію на тему: «Педагогічні умови формування музичної культури студентів педвузів».
Вченим було зроблено понад 150 обробок та перекладів музичних творів для чоловічого квартету, частина з яких увійшла до навчально-методичного посібника «Латрія», репертуарного збірника «Встань, козацька славо…» Під орудою Андрія Гордійчука квартет «Акорд» побував з концертними поїздками в Німеччині, Польщі, взяв участь у більше 500 концертах м. Луцька та області. Чоловічий вокальний квартет «Акорд» ― лауреат понад п'ятнадцяти всеукраїнських і міжнародних конкурсів та фестивалів, усі його учасники носять звання заслужених артистів України.
- Засновник та організатор Всеукраїнської науково-практичної конференції «Теорія і практика співацького процесу в навчальному закладі: традиції і перспективи». Керівник програми обміну мистецькими колективами громадської спілки «Мости в Україну».
- Член експертної комісії МОН України з акредитації спеціальності в Південноукраїнському національному педагогічному університеті імені К. Д. Ушинського, що проходила в Одесі у 2014 році.

## Смерть
Андрій Гордійчук помер вночі 15 серпня 2018 року, за попередньою інформацією, від раку.
Похорон відбудеться 16 серпня 2018 року об 11:00.

## Громадська діяльність
Андрій Гордійчук брав активну участь в організації та проведенні Всеукраїнського студентського фестивалю естрадної пісні «На хвилях Світязя», Міжнародного конкурсу баяністів «InterSvitiasAccoMusic», науково-практичної конференції «Стравінський і Україна», щорічного регіонального конкурсу народно-інструментального виконавства та естрадного співу «СНУ Абітурієнт-art».

### Публікації
У науковому доробку вченого понад 30 наукових публікацій з питань музично-естетичного виховання студентської молоді:
1. Гордійчук А. М. Проблема розвитку художньо-образного мислення студентів в інструментальному музикуванні / А. М. Гордійчук // Науковий вісник ВДУ. ІІ ч. — 1997. — С. 156—157.
2. Гордійчук А. М. Проблема інтонаційного виховання студентів / А. М. Гордійчук // Матеріали наукової конференції професорсько-викладацького складу і студентів ВДУ. — Луцьк. — 2001. — С. 53–54.
3. Гордійчук А. М. Педагогіка музичного спілкування / А. М. Гордійчук // Матеріали наукової конференції професорсько-викладацького складу і студентів ВДУ. — Луцьк. — 2002. — С. 37–38.
4. Гордійчук А. М. Соціально-педагогічні умови формування музичної культури студентів / А. М. Гордійчук // Матеріали наукової конференції професорсько-викладацького складу і студентів ВДУ. — Луцьк. — 2003. — С. 42–43.
5. Гордійчук А. М. Педагогічні умови формування духовного потенціалу студентської молоді / А. М. Гордійчук // Матеріали наукової конференції професорсько-викладацького складу і студентів ВДУ. — Луцьк. — 2004. ― С. 27–28.
6. Гордійчук А. М. Співає «Акорд» «Встань козацька славо» / А. М. Гордійчук // Репертуарний збірник. — Луцьк. ― 2005. — 80 с.
7. Гордійчук А. М. Технологія співацького процесу в чоловічому вокальному квартеті / А. М. Гордійчук // Проблеми педагогічних технологій. ― Луцьк, 2006. ― Вип.1. ― РВВ ВДУ імені Лесі Українки. ― С. 3―7.
8. Гордійчук А. М. «Латрія» духовні твори для однорідних жіночого, чоловічого, дитячого хорів і ансамблів / А. М. Гордійчук. ― Редакційно-видавничий відділ «Вежа» ВДУ, Луцьк, 2006.
9. 9. Гордійчук А. М. Проблема формування музичної культури особистості в теорії і практиці / А. М. Гордійчук // Актуальні проблеми підготовки фахівців на сучасному етапі / Збірник матеріалів Всеукраїнської науково-практичної конференції. ― Ч. 2. — Луцьк: Луцький педагогічний коледж 2013. — 336 с.
10. Гордійчук А. М. Проблема колористики у співацькому процесі (рисунки до статті) / А. М. Гордійчук // Науково-методичний вісник «Педагогічний пошук» 1 (77) / 2013.
11. Гордійчук А. М. Акмеологічні чинники формування вокальної майстерності майбутніх учителів музики / А. М. Гордійчук // Міжнародна науково-практична конференція «Педагогіка та психологія: актуальні питання наукових досліджень». ― Київ, 2014.
12. Hordichuk A. Volyn Transboundary Cooperation n Music Education and Performance: Experience and Perspectives / Hordichuk A., Bortnovskyi V // Збірник наукових праць Міжнародної науково-практичної конференції «Науковий парк та інноваційна інфраструктура університету як основа розвитку освіти та науки». ― Луцьк: СНУ імені Лесі Українки, 2013. ― С. 208―209.
13. Гордійчук А. М. Підготовка майбутніх вчителів музики до професійної самореалізації у процесі вокально-творчої діяльності / А. М. Гордійчук // Збірник матеріалів Всеукраїнської науково-практичної конференції «Актуальні проблеми підготовки фахівців на сучасному етапі». — Луцьк: Луцький педагогічний коледж, 2013. ― С. 185―189.
14. Гордійчук А. М. Проблема колористики у співацькому процесі / А. Гордійчук // Педагогічний пошук: науково-методичний вісник управління освіти і науки Волинської облдержадміністрації та Волинського інституту післядипломної педагогічної освіти. — Луцьк, 2013. — № 1 (77). — С. 7–11.
15. Єднає мудро благовісна музика: співаник СНУ імені Лесі Українки: зб. пісень / упоряд. А. М. Гордійчук. − Луцьк: Східноєвроп. нац. ун-т ім. Лесі Українки, 2015. − 100 с.
16. Три поради: аранжування та вільні обробки: співає чоловічий вокальний квартет «Акорд»: навч.- репертуар. зб. / А. Гордійчук [та ін.] ; техн. ред. Г. В. Захарчук. — Луцьк: Вежа-Друк, 2017. — 36 с.
17. Гордійчук А. Домісолька: пісні для дітей шкільного віку: навч.-метод. вид. / А. Гордійчук ; СНУ імені Лесі Українки, Ф-т мистецтв. — Луцьк: Вежа-Друк, 2017. — 17 с.

## Нагороди
- Відмінник освіти України;
- лауреат Премії Кабінету Міністрів України «За внесок молоді в розбудову держави» (2003 р.);
- Заслужений діяч мистецтв України (2006 р.);
- Орден Святого Миколи Чудотворця (2010 р.);
- Золотий нагрудний знак імені Лесі Українки Волинського національного університету імені Лесі Українки (2010 р.);
- Нагрудний знак «За наукові та освітні досягнення» (2015 р.).